# Oreșeț, Haskovo
Oreșeț (în bulgară Орешец) este un sat în comuna Harmanli, regiunea Haskovo,  Bulgaria. 

## Demografie
Componența etnică a satului Oreșeț
     Romi (2,61%)
     Bulgari (84,7%)
     Turci (9,7%)
     Nicio identificare (2,98%)
La recensământul din 2011, populația satului Oreșeț era de 268 locuitori. Din punct de vedere etnic, majoritatea locuitorilor (84,7%) erau bulgari, existând și minorități de turci (9,7%) și romi (2,61%). Pentru 2,98% din locuitori nu este cunoscută apartenența etnică.